# Алгис Будрис
Алгирдас Джонас Будрис (на английски: Algirdas Jonas Budrys) е литовско-американски писател на научна фантастика.

## Биография и творчество
Роден е на 9 януари 1931 г. в Кьонигсберг, Прусия.
През 1936 г. с родителите си се премества в САЩ. Баща му е бил генерален консул на Литва в САЩ и остава там дълго време след войната като прадставител на Литовското правителство в изгнание, поради което получават американско гражданство чак през 1990-те години.
Алгис Будрис завършва Колумбийския университет и университета в Маями.
Първият му разказ е публикуван през 1952 г. и 5 г. по-късно вече е редактор на списанията „Venture Science Fiction Magazine“ и „Magazine of Fantasy and Science Fiction“. Награден е с наградата „Едгар По“ през 1966 г.
Умира на 9 юни 2008 г.